# Alison Spedding
Alison Louise Spedding Pallet ( 22 de enero de 1962, Belper, Inglaterra) es una antropóloga y escritora de ficción británica.
Spedding estudió arqueología y antropología y luego filosofía en la Universidad de King, Cambridge, recibiendo su título en 1982. Obtuvo su doctorado en la Escuela de Londres de Economía en 1989. Escribió una trilogía de novelas de fantasía, ambientadas aproximadamente en el tiempo de Alejandro Magno. En las novelas, Alejandro muere, y la protagonista femenina, Aleizon Ailix Ayndra, continúa para cumplir el destino de Alejandro.
Spedding se trasladó a Bolivia en 1989, reside en la ciudad de La Paz. En esta ciudad dicta cátedra en la Universidad Mayor de San Andrés. 

## Obra
Durante su estancia publicó los siguientes trabajos académicos:
- The Road and the Hills, ISBN 978-3426701584 (1986)

- Wachu Wachu. Cultivo de coca e identidad en los Yungas de la Paz (1994)

- Kausachun-Coca. Economía campesina cocalera en los Yungas y el Chapare. Programa de Investigación Estratégica en Bolivia. La Paz (2004).

- Religión en los Andes. Extirpación de idolatrías y modernidad de la fe andina. Instituto Superior Ecuménico Andino de Teología. La Paz, OCLC 778236367 (2008)

Es autora de las siguientes novelas en español:
- Manuel y Fortunato. Una picaresca andina (1997)

- El viento de la cordillera (2001)

- De cuando en cuando Saturnina (2004), un sci-fi, anarco-novela feminista

- Catre de fierro (2015[1])

- El secretario de su delirio (2023)

Es también la autora de un libro de cuentos, El tiempo, la distancia, otros amantes (1994) y el juego Un gato en el tejar, el último publicado bajo el seudónimo Alicia Céspedes Ballet. En Bolivia se convirtió en crítica de la política del gobierno de criminalizar a los cultivadores de coca. En mayo de 1998 su departamento en La Paz fue intervenido y ella arrestada bajo cargos de tenencia de fármacos, y sentenciada a diez años en prisión el 12 de enero del año 2000. Los académicos compartían ampliamente la idea de que el arresto fue motivado políticamente e hicieron campaña para su liberación. Fue liberada en 2000 tras pagar una fianza. En su declaración, ella aceptó ser adicta a la marihuana y si bien declaró que la droga era para uso personal, el tribunal concluyó que estaba destinada al tráfico.
Su experiencia en el sistema presidiario boliviano está relatada en su ensayo etnográfico La segunda vez como farsa (2008).

### Un Paseo en latrilogía Oscura
- La Carretera y los Cerros (1986)
- Una Nube encima Agua (1988)
- Las Calles de la Ciudad (1988)